# Sotrudnik ČK
Sotrudnik ČK (Сотрудник ЧК) è un film del 1963 diretto da Boris Izrailevič Volček.